# Bernd Buschmann
Bernd Buschmann (* 22. September 1967) ist ein deutscher Tischtennisspieler. Er vertrat bei der Europameisterschaft 1990 die DDR.

## Werdegang
Bernd Buschmann spielt in der BSG Elektronik Gornsdorf, mit deren Herrenmannschaft er 1985 und 1990 DDR-Meister wurde. In diesem Verein, der heute TSV Elektronik Gornsdorf heißt, ist er noch in der Oberliga aktiv.
1990 nahm er an der  Europameisterschaft für die DDR teil. Hier zeigte sich die fehlende internationale Praxis der DDR-Sportler, verursacht durch den Leistungssportbeschluss 1969. Die DDR-Herren belegten Platz 26 unter 29 teilnehmenden Teams. Im Einzel schied Buschmann in der ersten Runde aus, ebenso im Mixed mit Anke Heinig. Im Doppel mit Matthias Haustein gelang ein Sieg, dem eine Niederlage gegen zwei Finnen folgte.